# Gare de Sakaiminato
La gare de Sakaiminato (境港駅, Sakaiminato-eki) est une gare ferroviaire située à Sakaiminato, dans la préfecture de Tottori au Japon.

## Situation ferroviaire
La gare marque la fin de la ligne Sakai.

## Histoire
La gare a ouvert le 1er novembre 1902.

## Service des voyageurs

### Accueil
La gare dispose d'un bâtiment voyageurs, avec guichets, ouvert tous les jours.

### Desserte
- Ligne Sakai :
  - voies 1 et 2 : direction Yonago